# Yasuhiro Nightow
Yasuhiro Nightow (japonès: 内藤泰弘)  (Yokohama, 8 d'abril de 1967) és un autor de manga japonès. La seva obra principal, Trigun, va ser adaptada a una sèrie d'anime i a una pel·lícula. També va dissenyar els personatges del videojoc i la sèrie d'anime Gungrave, i ha estat treballant al manga Blood Blockade Battlefront.

## Biografia
Nightow va néixer a Yokohama, es va mudar a Yokosuka quan anava a l'escola primària i va passar els seus anys de secundària i batxillerat a Shizuoka. El seu primer contacte amb els còmics va ser a través de Tensai Bakabon de Fujio Akatsuka, i també va rebre influència dels còmics de Leiji Matsumoto com ara Cosmoship Yamato, Captain Harlock i Galaxy Express 999. També es va sentir atret pel treball realitzat al Weekly Shōnen Sunday de Shogakukan, que incloïa els artistes Rumiko Takahashi i Fujihiko Hosono. Pel que fa als artistes de la "nova onada", li agradaven Katsuhiro Otomo de Sayonara Nippon i Fumiko Takano.
Va estudiar ciències socials i després es va especialitzar en estudis de comunicació a la Universitat Housei. Mentre era allà, va dibuixar manga com a afició i va fer alguns dojinshi. Després de graduar-se, va treballar a Sekisui House, on venia apartaments. Després de tres anys i mig, va deixar la seva feina per dibuixar a temps complet. El seu primer manga d'un sol cop es va basar en la popular franquícia de videojocs Samurai Spirits. També havia desenvolupat una història titulada Call XXXX que es va publicar a la revista Super Jump.
Amb l'ajuda d'un amic editor, va presentar una història de Trigun per al número de febrer de 1995 de la revista Tokuma Shoten, Shōnen Captain, i va començar la serialització regular dos mesos després, a l'abril. Tanmateix, Shōnen Captain va ser cancel·lada a principis de 1997, i quan la revista Young King Ours, publicada per Shōnen Gahōsha, es va posar en contacte amb Nightow, estaven interessats que comencés una nova obra. Nightow, però, estava preocupat per la idea de deixar Trigun incompleta i va sol·licitar que se li permetés acabar la sèrie. Els editors es van mostrar comprensius i el manga es va reprendre el 1997 com a Trigun Maximum (トライガンマキシマム, Toraigan Makishimamu). La història fa un salt dos anys endavant amb l'inici de Maximum. Malgrat això, Nightow ha afirmat que el nou títol es deu purament al canvi d'editorial. Trigun Maximum es va emetre fins al 2007 i va generar 14 volums de tankōbon. La sèrie Trigun va ser adaptada a l'anime per Madhouse i va tenir una emissió limitada el 1998. Va rebre una adaptació a l'anglès que es va emetre a Cartoon Network. La seva popularitat als Estats Units va donar lloc a la creació d'un llargmetratge Trigun: Badlands Rumble el 2010.
Nightow va crear els personatges i la història de la sèrie de videojocs de trets en tercera persona Gungrave de Sega / Red Entertainment. La sèrie també va rebre una adaptació a l'anime.
El 2009, Nightow va iniciar una nova sèrie de manga, Blood Blockade Battlefront, que es va publicar per entrega a Jump Square i diverses revistes, des de Jump SQ.19 fins a Jump SQ.Crown. La sèrie segueix les aventures d'un fotògraf que adquireix visions sobrenaturals i s'involucra en una organització per lluitar contra monstres i terroristes.